# Migjorn (vent)
El migjorn, en la rosa dels vents, és el vent que prové d'aquest sud. En l'àmbit dels Països Catalans, el migjorn no es considera bo ni per la pesca ni per la navegació i com que és poc freqüent, sovint se'l confon amb els seus veïns, el xaloc i el garbí.
D'acord amb la mitologia grega, Notos era la personificació del vent del sud. El seu nom prové dels termes mig i jorn en al·lusió al pas del sol per la meitat del seu curs. Etimològicament, derivaria del llatí vulgar mĕdĭo diŭrno, ‘migdia’.